# Oerlikon GDM-A/GDM-C
Le mitragliere Oerlikon GDM-A e  GDM-C sono la versione navale della mitragliera da 35/90mm KDC, capace di 550 colpi al minuto è pertanto una degna rivale dei cannoni Bofors da 40mm L/70, anche se incapaci di sparare munizioni con spoletta di prossimità e pertanto relegate all'efficacia data dall'alta cadenza di tiro e velocità delle munizioni. Il munizionamento per questo cannone viene prodotto da almeno quattordici paesi inclusa la Repubblica Popolare Cinese. La mitragliera sfrutta due tipi di montaggio: GDM-A e GDM-C, quest'ultima versione prodotta dalla Oto Melara con entrambe le versioni binate. Esiste anche una versione singola priva di torretta e provvista di un sidecar per l'operatore, che equipaggia alcuni pattugliatori della Marina giapponese.
La mitragliera in versione navalizzata binata è dotata di una torretta totalmente chiusa, con tre possibilità di essere utilizzata: da un radar tiro con una centrale di tiro in genere sistemata sotto coperta; da una stazione elettroottica sistemata sulla plancia; da un operatore sistemato dentro la torretta con un joy-stick e un congegno di puntamento ottico, con linea di mira stabilizzata, come sui moderni carri armati. I cannoni sono provvisti di misuratori alla bocca di velocità iniziale per fornire tale dato al computer di tiro. Si tratta in pratica della versione navale del progetto che è andato al Gepard antiaereo.

## GDM-A
La versione originale Oerlikon è la GDM-A con una torretta compatta simile a quella del CIWS Dardo con i due cannoni sistemati al centro ed un unico sistema di caricamento. Le armi hanno 56 colpi pronti al tiro per canna, sufficienti per 6 secondi di fuoco, e altri 224 complessivi per la riserva. Tale versione equipaggia le fregate iraniane classe Saam, le motocannoniere iraniane classe Kaman, quelle libiche classe Beir Grassa ed ha armato le motocannoniere greche tipo Classe Combattante II e la fregata libica Dat Assawari.

## GDM-C
La versione GDM-C progettata da Oerlikon e OTO Melara e prodotta dalla OTO Melara di La Spezia ha la torretta assai allungata e bassa, con i cannoni sistemati ai suoi lati. Tale versione denominata OE/OTO è stata adottata dalle quattro corvette Classe Assad costruite per la Marina libica, con un impianto del genere a poppa, più leggero del Compatto/Dardo, all'epoca non ancora disponibile. Le armi hanno 20 colpi pronti al tiro per canna e altri 440 complessivi per canna all'interno della torretta oltre a 440 per canna nel sottostante magazzino. La torretta stessa è dotata di un sistema di stabilizzazione mediante un girostabilizzatore che richiede un'alimentazione di 43 KW e in caso di mancanza della corrente elettrica è possibile eseguire anche dei movimenti a mano della torre con volantini.

## Galleria d'immagini

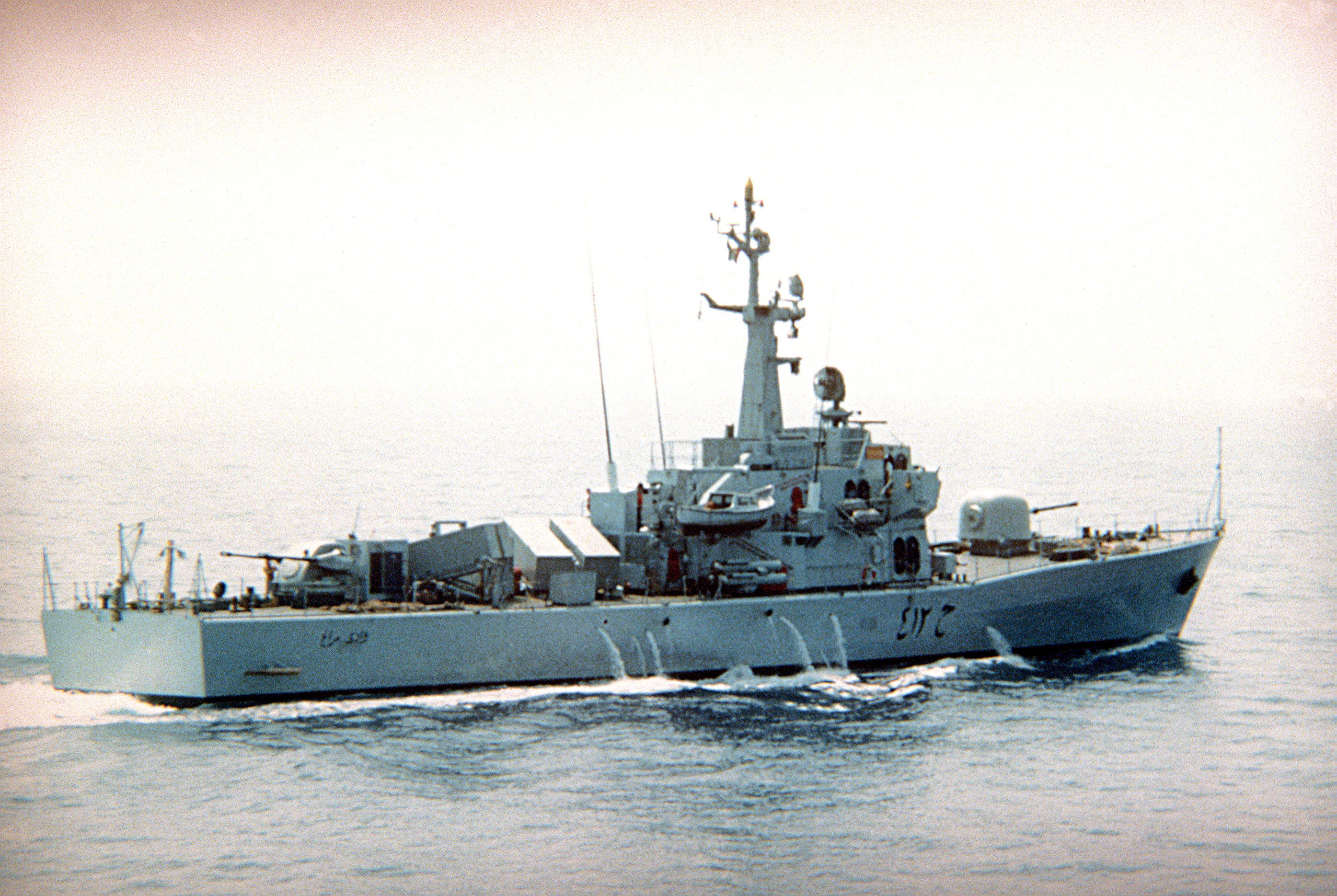
La corvetta libica Assad Al Tadjier armata con mitragliera OE/OTO GDM-C